# روبرت س. ماينارد
روبرت س. ماينارد (بالإنجليزية: Robert C. Maynard)‏ هو صحفي أمريكي، ولد في 17 يونيو 1937 في بروكلين في الولايات المتحدة، وتوفي في 17 أغسطس 1993 في أوكلاند في الولايات المتحدة.